# Тебю (община)
Община Тебю (на шведски: Täby kommun) е разположена в лен Стокхолм, централна Швеция с обща площ 66 km2 и население 66 292 души (към 31 декември 2013). Административен център на община Тебю е едноименния град Тебю.